# Ceuthmochares aereus
El malcoha africano, malcoha africano occidental o  cuco de pico amarillo (Ceuthmochares aereus) es una especie de ave cuculiforme de la familia Cuculidae propia de África subsahariana.

## Subespecies
Se conocen dos subespecies de Ceuthmochares aereus:
- C. a. flavirostris - de Gambia a Nigeria (al oeste del río Níger).
- C. a. aereus - de Nigeria al sur del Sudán, oeste de Kenia, Zaire, Angola, norte de Zambia; isla Bioko.

C. a. australis  del África oriental en la actualidad es tratada como especie completa (Ceuthmochares  australis).